# Laura y sus misterios
Laura y sus misterios es como se conoce a una serie de telefilmes españoles de género policial de detectives en clave de humor emitidos en La 1 de Televisión Española. Son la continuación de la serie Los misterios de Laura, emitida entre 2009 y 2014 también en Televisión Española. Producida por Veranda TV (filial de Boomerang TV, que produjo la serie original) los episodios están protagonizados por María Pujalte, Oriol Tarrasón, Laura Pamplona, César Camino, Beatriz Carvajal y Raúl Mérida.

## Historia
En mayo de 2021 se anunció que Televisión Española había dado luz verde a la continuación de la serie Los misterios de Laura en forma de un único capítulo siete años después de su final. El 20 de agosto del mismo año, el actor Oriol Tarrasón publicó en sus redes sociales la primera imagen del proyecto, confirmando la presencia de María Pujalte y Laura Pamplona y el título del mismo Laura y el misterio del asesino inesperado. El 6 de septiembre se confirmó el reparto completo del especial, confirmando a Beatriz Carvajal, César Camino y el reparto secundario.
En un principio, el capítulo fue anunciado para estrenarse en La 1 y RTVE Play el 9 de enero de 2022, pero fue retrasado al 13 de enero para hacer sitio para una maratón de la serie original en RTVE Play del 11 al 13 de enero de 2022.
El 4 de febrero de 2023 María Pujalte confirmaba en el programa A vivir Madrid de Cadena SER la grabación de dos nuevos capítulos especiales ese mismo año. En septiembre de ese mismo año empieza el rodaje con la incorporación de Manuela Velasco.El 2 de octubre se anunció que Raúl Mérida, Laura Pamplona y César Camino retomaban sus personajes para los nuevos capítulos bajo los títulos de Laura y el misterio de la novia que esperó demasiado y Laura y el misterio de la paciente suspicaz.Su estreno fue el 13 y 20 de diciembre, respectivamente.

## Episodios y audiencias
|              | Título                                               | Estreno                 | Audiencia media | Audiencia media | Clasificación |
| Espectadores | Título                                               | Estreno                 | Cuota           |                 | Clasificación |
| ------------ | ---------------------------------------------------- | ----------------------- | --------------- | --------------- | ------------- |
|              | Laura y el misterio del asesino inesperado           | 13 de enero de 2022     | 1 329 000       | 10,4%           |               |
|              | Laura y el misterio de la novia que esperó demasiado | 13 de diciembre de 2023 | 1 188 000       | 11,3%           |               |
|              | Laura y el misterio de la paciente suspicaz          | 20 de diciembre de 2023 | 959 000         | 9,2%            |               |
| Total        | Total                                                | 2022 - 2023             | 1.159.000       | 10,3%           |               |

## Reparto
| Actor            | Personaje                | Episodios                                  | Episodios                                            | Episodios                                   |
| Actor            | Personaje                | Laura y el misterio del asesino inesperado | Laura y el misterio de la novia que esperó demasiado | Laura y el misterio de la paciente suspicaz |
| ---------------- | ------------------------ | ------------------------------------------ | ---------------------------------------------------- | ------------------------------------------- |
| María Pujalte    | Laura Lebrel del Bosque  | Principal                                  | Principal                                            | Principal                                   |
| Oriol Tarrasón   | Martín Maresca Delfino   | Principal                                  | Principal                                            | Principal                                   |
| Laura Pamplona   | Lydia Martínez Fernández | Principal                                  | Principal                                            | Principal                                   |
| César Camino     | Vicente Cuevas           | Principal                                  | Principal                                            | Principal                                   |
| Raúl Mérida      | Héctor Herranz Leache    | Principal                                  | Principal                                            | Principal                                   |
| Raúl del Pozo    | Javier Salgado Lebrel    | Principal                                  |                                                      |                                             |
| Juan del Pozo    | Carlos Salgado Lebrel    | Principal                                  |                                                      |                                             |
| Beatriz Carvajal | Maribel del Bosque       | Principal                                  | Principal                                            | Principal                                   |
| Manuela Velasco  | Daniela Cruz             |                                            | Principal                                            | Principal                                   |

## Episodios

### Laura y el misterio del asesino inesperado(13 de enero de 2022)

#### Sinopsis
Años después de abandonar el cuerpo, Laura Lebrel (María Pujalte) lleva una nueva vida, alejada de la labor policial y de sus viejos compañeros. Pero se ve obligada a volver a recurrir a sus habilidades cuando aparece como sospechosa de asesinato del rector Eugenio Ortiz (Joaquín Climent), un reputado teórico y antiguo asesor de la policía, que ha aparecido muerto en su despacho con un tiro en el pecho, en medio de una noche de celebración.

#### Reparto
- Josean Bengoetxea - Federico
- Fran Cantos - Suárez
- Nadia Al Saidi - Daniela Navas
- Cristina Sánchez-Caba - Librera
- Montse Morillo
- Sofía Gómez

Y la colaboración especial de
- Carlos Hipólito - Sebastián Soto
- Joaquín Climent - Eugenio Ortiz †
- Carmen Conesa - Victoria Sierra

### Laura y el misterio de la novia que esperó demasiado(13 de diciembre de 2023)

#### Sinopsis
Laura Lebrel regresa a la comisaría y recupera su trabajo. Tendrá que enfrentarse así a su primer caso, el del hallazgo de un esqueleto que ha permanecido mucho tiempo sepultado en las galerías subterráneas de una casa.

#### Reparto
- Melina Matthews - María
- Aarón Porras - Arturo
- Denis Gómez - Arturo
- Fernando Tato - Sergio Navarro
- Ascen López - Begoña
- Mariu Bárcena - Consuelo
- Lucas de Blas - Beltrán
- Alberto Roldán - Oliver
- Irene Ruiz - Clara
- Elena Villalba - Patro
- Rebeca Sala - Cinta
- Antonio Lence - Experto en arte
- Arantxa Zambrano - Farmacéutica
- Arlette Torres - Profesora de yoga

### Laura y el misterio de la paciente suspicaz(20 de diciembre de 2023)
Laura se encuentra ingresada en un hospital, allí conoce a una periodista que dice estar investigando unos asesinatos que ocurrieron en el hospital hace años. Al morir, Laura y su equipo comienzan a investigar todo lo que rodea al hospital.

#### Reparto
- Lucía Veiga - Elena (enfermera Laura)
- Elisabeth Larena  - Adriana
- Paco Obregón - Pío
- Alicia Sánchez - Minerva
- Pedro Miguel Martínez - Justo
- Daniel Ortiz - Román
- Ignacio Mateos - Ángel (enfermero)
- Ángel Solo - Doctor Sugrañes
- Montse Peidro - Marisa
- Jesús Godoy - `Padre Bernabé
- César Oliver - Celador
- Ángel Saavedra - Técnico